# Franco Columbu
Franco Columbu (Szardínia, Olaszország, 1941. augusztus 7. – 2019. augusztus 30.) olasz színész, profi testépítő, kétszeres Mr. Olympia győztes, „Világ Legerősebb Embere” versenyző.

## Életpályája
Franco Olaszország, Szardínia régiójában lévő Ollolai városában született.  16 évesen  ökölvívással foglalkozott, de ezzel felhagyott. Később elkezdte érdekelni a súlyemelés, az erőemelés és a testépítés.
Legjobb barátja Arnold Schwarzenegger, akivel 1965-ben ismerkedett meg Münchenben. Arnold 90 kg feletti versenyező volt, míg Franco 90 kg alatti, így komoly versengés sosem volt köztük, épp ellenkezőleg, elválaszthatatlan edzőtársak voltak. Franco első nagyobb címét 1966-ban nyerte, ahol Mr. Europe 4. helyezett lett. 1969-ben költözött az USA-ba, ahol több profi versenyen is részt vett. Akkoriban több erőemelő, és súlyemelési rekordot tartott. Joe Weider a testépítés "atyja" támogatta Francót és Arnoldot karrierjük kezdetén, heti 80 dollárral, ami nem volt elegendő a versenyekhez való felkészüléshez, ezért vállalkozásba kezdtek, ahol leginkább kőművességgel foglalkoztak. A vállalkozás neve European Brick Works volt.
1977-ben Columbu részt vett a „Világ Legerősebb Embere” versenyen, ahol az ötödik helyet sikerült elérnie összesítésben. Ez figyelemre méltó volt, hiszen a magassága és a súlya kevesebb volt a többi versenyzővel szemben, ráadásul nem tudott minden számban rajthoz állni. Az oka az volt, hogy hűtőcipelés közben kifordult a térde. Ez a versenyszám abból állt, hogy a versenyezők hátára egy terjedelmes nehéz hűtő volt rászerelve, és az nyert, aki a legrövidebb idő alatt beért a célba. „Fájdalomdíjként” állítólag 1 millió dollárt kapott. Miután végrehajtottak rajta egy hatórás műtétet, az orvosok azt mondták, legfeljebb mankóval tud majd járni. Azonban három év alatt teljesen felépült a sérülésből. Annyira sikerült felépülnie, hogy 1981-ben ismét sikerült elérnie a Mr. Olympia címet.
1988-ban írt egy edzéstervet férfiak számára. Ami arra fókuszál, hogy a has és a derék minél laposabb és keskenyebb legyen.
1990. november 3-án Franco összeházasodott Deborah Drake-kel. 1991. augusztus 1-jén Los Angelesben megszületett Maria Elizabeth, egyetlen lányuk.

## Magánélete és halála
Columbu az 1970-es évek óta élt Los Angelesben. Engedéllyel rendelkező csontkovács volt, a Cleveland Chiropractic College-ban szerzett diplomát 1977-ben. Columbu minden év augusztus vége felé visszatért szülővárosába, a szardíniai Ollolaiba, hogy részt vegyen a helyi ünnepségeken.
2019. augusztus 30-án, miután a szardíniai San Teodoro partjainál úszás közben szívrohamot kapott, fulladozni kezdett, majd  huszonhárom nappal a 78. születésnapja után, az olbia-i kórházba történő helikopteres szállítás közben elhunyt. Szülővárosában, Ollolai-ban temették el szeptember 3-án. 2019. október 6-án Los Angelesben tartottak róla megemlékezést.

## Színészként
Franco filmekben, reklámokban, tv-sorozatokban vett részt, ezek mellett producer is volt. Leginkább olyan filmekben jelent meg, ahol legjobb barátja, Arnold Schwarzenegger is szerepelt. Ilyen például a Terminátor, vagy Conan, a barbár.
Filmek, amikben szerepelt
- 1976: Maradj éhen! - mint Franco Orsini (nincs a stáblistán)
- 1977: Acélizom - önmaga
- 1980: The Hustler of Muscle Beach - önmaga[10]
- 1980: The Comeback – önmaga
- 1982: Conan, a barbár - mint Pictish Scout
- 1984: Terminátor – A halálosztó - A halálosztó - mint Jövőbeli Terminátor
- 1984: Getting Physical – önmaga
- 1986: Don Rickles: Rickles on the Loose – önmaga
- 1987: A menekülő ember - mint 911 Biztonsági őr #2
- 1987: Last Man Standing - mint Batty
- 1988: Pee Wee nagy kalandja mint Otto az erőművész
- 1993: Il ritmo del silenzio - mint Nerescu
- 1994: Beretta szigete - mint Franco Armando Beretta
- 1995: Taken Alive mint Enrico Costa
- 1997: Doublecross on Costa's Island mint Enrico Costa
- 1998: Hollywood Salutes Arnold Schwarzenegger: A Cinematheque Tribute – önmaga
- 2002: Raw Iron: The Making of Pumping Iron – önmaga
- 2003: Ancient Warriors mint Aldo Paccione
- 2008: Why we Train – önmaga
- 2010: Muscle Beach then and Now – önmaga[10]
- 2011: Dreamland La Terra dei Sogni - mint Frank Graziani

## Csontkovácsként
1977-ben doktori címet szerzett csontkovácsolásból és manuálterápiából, később pedig PhD fokozatot táplálkozástudományi területen is.
2006 februárjában az akkori kormányzó, Arnold Schwarzenegger Francót nevezte ki a Kaliforniai Vizsgáztató Csontkovácsok igazgatójának. Erről később a média úgy számolt be, hogy „puccs”" történt. Franco igazgatósága véget ért 2014 januárjában.

## Címei

### Testépítőként
- 1981: IFBB Olympia I. hely
- 1976: IFBB Olympia I. hely abszolút és könnyűsúly
- 1975: IFBB Olympia I. hely könnyűsúly
- 1974: IFBB Olympia I. hely könnyűsúly
- 1973: IFBB Mr. International I. hely
- 1972: IFBB Olympia V. hely
- 1971: IFBB Mr. World I. hely
- 1970: IFBB European Mens Championships I. hely
- 1970: IFBB Mr. World I. hely
- 1970: IFBB Universe I. hely
- 1969: IFBB European Mens Championships I. hely
- 1969: IFBB Mr. World II. hely
- 1969: IFBB Universe I. hely
- 1966: Mr. Europe IV. hely

### Erőemelőként
- Olaszország bajnoka
- Németország bajnoka
- Európa bajnoka

### Világ Legerősebb Embereként
- 1977: 5. helyezés (sérülés miatt)

### Bokszolóként
- Olaszország amatőr bokszbajnoka

### Súlyemelésben (olimpiai súlyemelés) elért legjobbjai
- Nyomás (1973-tól törölt versenyszám ): 147 kg
- Szakítás: 122 kg
- Lökés: 181 kg

### Egyéb eredményei
- 1983: Bekerült az Amerikai Sporthírességek csarnokába
- 1988: A legnagyobb civilnek adható olasz kitüntetés az akkori elnök Francesco Cossigától
- 2004: FBB által adományozott díj a sportolói életművéért
- 2006: Worlds Gym hírességek csarnoka díj
- 2007: Muscle Beach hírességek csarnoka díj
- 2009: ICA díj a „Csontkovácsolás terápia alkalmazásáért a fitnesz világában”

## Érdekességek
- Melegvizes tömlőket volt képes a puszta tüdejének erejével szétrobbantani[17]
- 100-as szériákban húzódzkodott[18]
- Legjobb barátja Arnold Schwarzenegger[19]
- 1986-ban, mikor Arnold Schwarzenegger összeházasodott Maria Shriverrel, Franco volt a vőfély és a tanú.[20]
- Mikor Franco közölte szüleivel, hogy sportoló szeretne lenni, azt gondolták, hogy gyermekük nem akar dolgozni
- Általános iskolában kivették az iskolából, mert dolgoznia kellett.
- Ő edzette Sylvester Stallonét és készítette fel a Rambo szerepére.